# Jonathan Mason (polityk)
Jonathan Mason (ur. 12 września 1756 roku w Bostonie, Massachusetts – zm. 1 listopada 1831 roku w Bostonie, Massachusetts) – amerykański prawnik i polityk z Massachusetts.
W latach 1800–1803 jako federalista reprezentował stan Massachusetts w Senacie Stanów Zjednoczonych.
W latach 1817–1820 był przedstawicielem tego stanu w Izbie Reprezentantów Stanów Zjednoczonych.